# Pycnandra gordoniifolia
Pycnandra gordoniifolia är en tvåhjärtbladig växtart som först beskrevs av Spencer Le Marchant Moore, och fick sitt nu gällande namn av Swenson och Jérôme Munzinger. Pycnandra gordoniifolia ingår i släktet Pycnandra och familjen Sapotaceae. Inga underarter finns listade i Catalogue of Life.